# Margareta zu Sayn-Wittgenstein-Berleburg
Margareta Prinzessin zu Sayn-Wittgenstein-Berleburg (* 28. März 1909 in Elghammar, Schweden; † 25. August 2005 in Bad Berleburg, Deutschland) war eine geborene schwedische Gräfin Fouché d’Otrante und Ehefrau von Gustav Albrecht Prinz zu Sayn-Wittgenstein-Berleburg. Gemäß Hausgesetz wurde sie Fürstin Margareta zu Sayn-Wittgenstein-Berleburg tituliert.

## Leben
Margareta wurde als Gräfin Fouché d’Otrante geboren. Sie heiratete am 26. Januar 1934 den deutschen Rittmeister Gustav Albrecht zu Sayn-Wittgenstein-Berleburg, einen Sohn von Richard Fürst zu Sayn-Wittgenstein-Berleburg und Madeleine Prinzessin zu Löwenstein-Wertheim-Freudenberg.
Sie lebte seit 1934 im Schloss Berleburg. Gustav wurde seit dem Zweiten Weltkrieg vermisst. Margareta führte bis 1969 die Geschäfte. Das Testament ihres Ehemannes wirkte noch in der Enkelgeneration nach, nachdem ihr Neffe Ludwig Ferdinand Prinz zu Sayn-Wittgenstein-Berleburg sich für berechtigt hielt, dieses 2017 gerichtlich anzugreifen.
Aus der Ehe mit Gustav Albrecht gingen folgende Kinder hervor:
- Richard Casimir Karl August Robert Konstantin Prinz zu Sayn-Wittgenstein-Berleburg (* 29. Oktober 1934; † 13. März 2017)
- Madeleine Gräfin zu Solms-Laubach, geborene Prinzessin zu Sayn-Wittgenstein-Berleburg (* 22. April 1936)
- Robin Alexander Wolfgang Udo Eugen Wilhelm Gottfried Prinz zu Sayn-Wittgenstein-Berleburg (* 29. Januar 1938)
- Tatiana Louise Ursula Therese Elsa Prinzessin von Hessen, geborene Prinzessin zu Sayn-Wittgenstein-Berleburg (* 31. Juli 1940), Ehefrau des „Landgrafen“ Moritz von Hessen
- Pia Prinzessin zu Sayn-Wittgenstein-Berleburg (* 8. Dezember 1942)

Der älteste Sohn von Margareta, Richard zu Sayn-Wittgenstein-Berleburg, war seit 1968 mit Prinzessin Benedikte von Dänemark, der Schwester von Königin Margrethe II. von Dänemark, verheiratet.